# Pfarrkirche Ladis

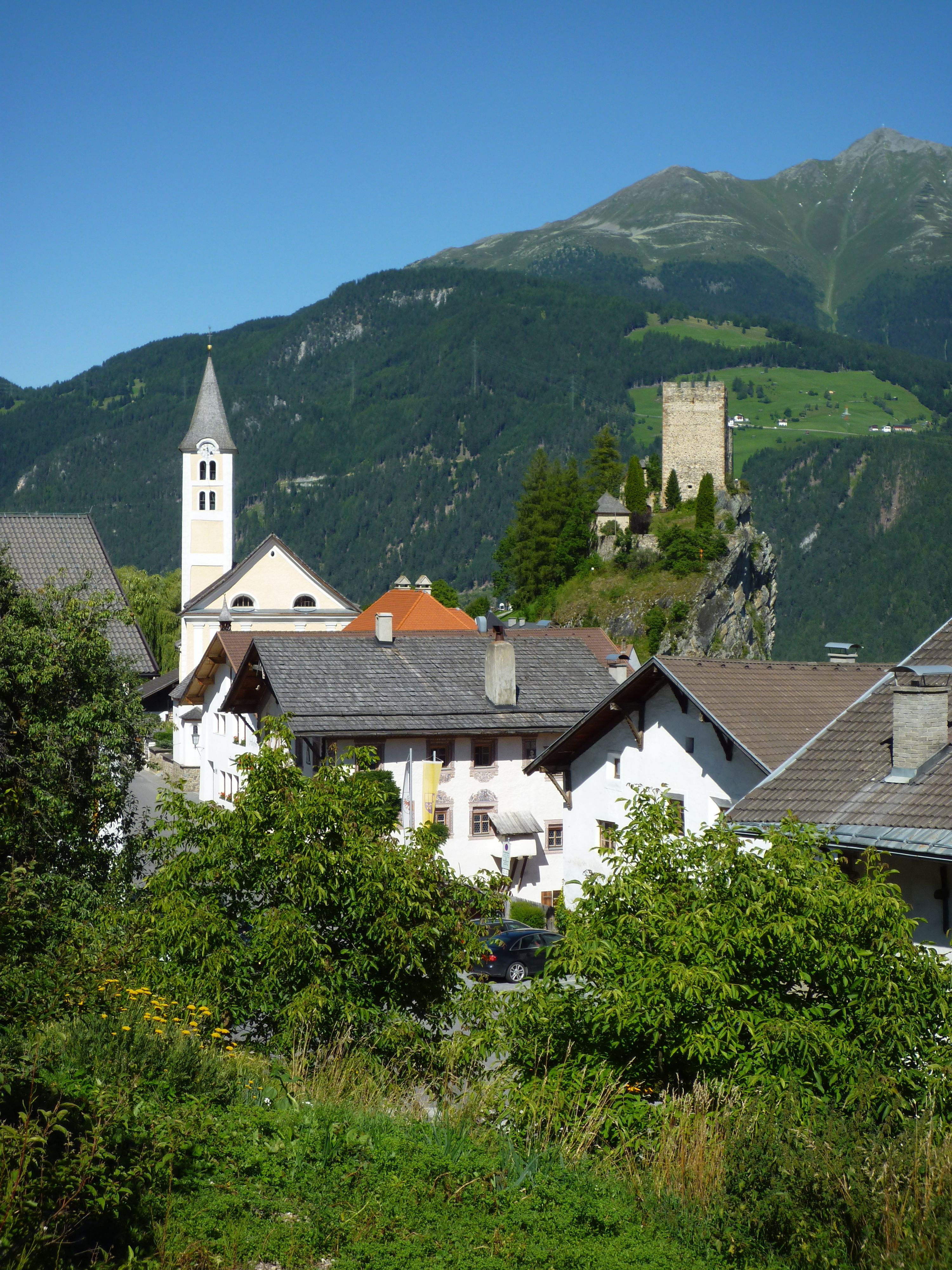
Links die Martinskirche, rechts hinten die Burgruine Laudeck (2010)

Die Pfarrkirche hl. Martin ist eine römisch-katholische Kirche in Ladis im Bezirk Landeck in Tirol. Die Kirche steht unter Denkmalschutz.

## Geschichte
Urkundlich wurde die Kirche 1497 genannt. Nach einem Brand wurde die Kirche 1683 erneuert. Der heutige klassizistische Kirchenbau mit einem Langhaus, einem eingezogenen Chor und einem Nordturm wurde von 1829 bis 1831 mit dem Architekten Johann Moosbrugger errichtet und 1832 geweiht. Von 1961 bis 1962 wurde die Kirche renoviert.

## Architektur
Das mit einem hohen Sockel und toskanischen Pilastern gegliederte Kirchengebäude hat Rundbogenfenster und Doppelpilaster an den Ecken. An der Hauptgiebelfassade mit einem Halbkreisfenster im Dreieckgiebel wurde das umlaufende profilierte Hauptgesims durchgezogen. Das Rechteckportal wurde mit einer Verdachung versehen. Die Fassade des Turmes wurde mit quadratischen Blendfeldern zwischen Ecklisenen und breiten Horizontalbändern gestaltet. Die zwei obersten Turmgeschoße haben gekoppelte Rundbogenfenster. Der Turmschluss ist ein geschmiegtes Zeltdach mit Uhrgiebeln.
Das Langhaus mit drei Fensterachsen und der tiefe rund schließende Chor sind mit einer Korbbogentonne überwölbt. Die Wände haben eine Pilastergliederung und ein umlaufendes Gebälk mit einem Triglyphenfries. Die zwei Emporen werden von Säulen getragen. Die Quer- und Längsgurte des Langhausgewölbes wurden mittig für das Deckenfresko Bergpredigt vom Maler Johann Kärle (1879) unterbrochen. Die Malerei in den seitlichen Feldern wurde 1961 erneuert. Das Chorfresko Hl. Martin malte der Maler Josef Prantl (1961).

## Ausstattung
Der Hochaltar um 1830 mit Säulenädikula, Segmentbogengiebel und seitlichen Opfergangportalen zeigt das Altarbild hl. Martin als Fürbitter vor der Madonna des Malers Josef Arnold der Ältere (1833) und trägt die Statuen der Heiligen Petrus und Paulus und einen Tabernakel. Die Seitenaltäre um 1833 zeigen links das Altarbild Hl. Sippe aus dem 17. Jahrhundert und ein Mariengnadenbild in einem barocken Rahmen aus der 2. Hälfte des 18. Jahrhunderts und rechts das Altarbild Geburt Christi von Kaspar Jele und das Bild Herz Jesu in einem barocken Rahmen aus dem 2. Viertel des 18. Jahrhunderts.
Die klassizistische Kanzel ist einfach gestaltet. Ein barockes Kruzifix aus der 1. Hälfte des 18. Jahrhunderts schuf der Bildhauer Andreas Kölle. Es gibt eine barocke Figur Erzengel Michael. Die Stationsbilder sind aus dem 18. Jahrhundert. Die Prozessionsfiguren Schutzengel Raphael und Anna selbdritt sind aus dem 19. Jahrhundert.

## Friedhof
Der Friedhof mit einem Kriegerdenkmal umgibt die Kirche. Die Eingangspfeiler tragen die Nischenfiguren hl. Anna und hl. Martin aus dem 17. Jahrhundert.

## Kapelle Obladis
Die Kapelle in Obladis als großer neugotischer Holzbau wurde 1887 mit dem Zimmermeister Johann Marggraf erbaut.